# Opferstock

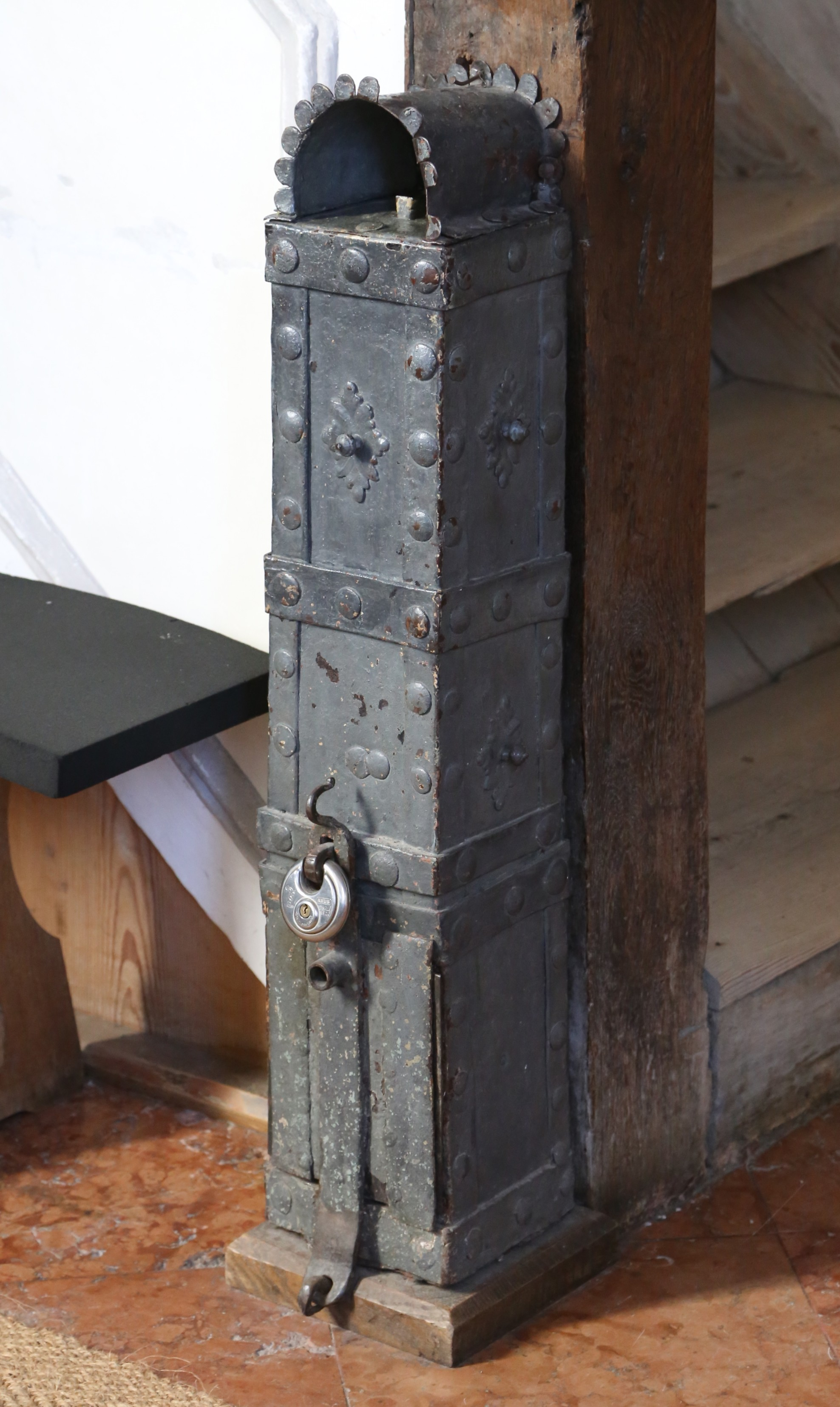
Opferstock in Sankt Martin, Flintsbach am Inn

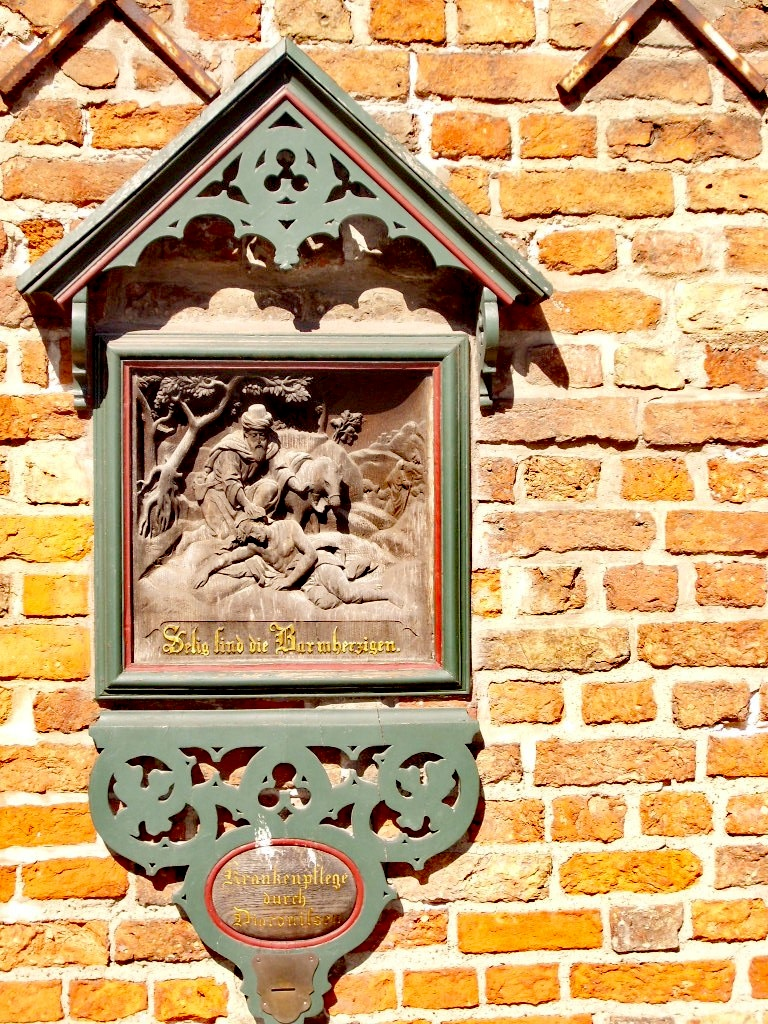
Opferstock an der Außenwand eines Pastorats in Lübeck

Ein Opferstock, auch als Opferkasten oder Almosenstock bezeichnet, ist ein Behälter im Innenraum oder an der Außenmauer einer Kirche zur Sammlung von Geldspenden.
Die Tradition von Sammelkästen für Almosen in Gotteshäusern geht schon auf den Jerusalemer Tempel und Synagogen zurück (2 Kön 12,10 , 2 Chr 24,8–11 ). Da Martin Luther bei entsprechenden Stellen im Neuen Testament (Mk 12,41–44 , Lk 21,1–4 , Joh 8,20 ) altgriechisch γαζοφυλάκιον gazophylákion mit „Gotteskasten“ übersetzte, wird dieser Begriff, der in der frühen Neuzeit sonst den Aufbewahrungsort des Gemeindevermögens bezeichnete, mancherorts synonym zu „Opferstock“ gebraucht.
Der Wortteil Stock verweist darauf, dass die Behälter ursprünglich aus ausgehöhlten Baumstämmen oder -stümpfen gefertigt wurden. Der Begriff wird aber auch für Opferkästen verwendet, die aus anderen Materialien wie Metallen oder Stein hergestellt oder fest im Mauerwerk der Kirche verbaut sind.
Historisch soll die Aufstellung von Opferstöcken erstmals von Papst Innozenz III. in der Bulle Quia maior 1213 zur Finanzierung des Fünften Kreuzzugs angeordnet worden sein. Dies rief vielerorts Unmut hervor, unter anderem kritisierte Walther von der Vogelweide in den Sprüchen des Unmutstons diese Praxis als Vorwand für den Ausbau des Lateran.
Wenn Opferstöcke in Kirchen vorhanden sind, existieren sie zumeist zusätzlich zu den in den Gottesdiensten abgehaltenen Kollekten mit dem Klingelbeutel und haben oft auch einen anderen Sammlungszweck: während Kollekten häufig einem bestimmten Projekt oder Hilfswerk zugutekommen (was dann jeweils vorher angekündigt wird), werden Geldspenden aus dem Opferstock oft für allgemeine Anliegen der Kirchengemeinde verwendet oder aber für längerfristige Sammelzwecke wie Kirchenrenovierung, Orgelbau oder soziale Projekte. In manchen, besonders evangelischen, Gemeinden können der Opferstock oder am Kirchenausgang angebrachte Spendendosen aber auch dazu dienen, die Kollekte der Gottesdienstbesucher am Ende des Gottesdienstes aufzunehmen. In vielen Kirchen dient der Opferstock ferner zugleich als Kasse für den Schriftenstand: die Kirchenbesucher werden dann gebeten, den Preis für die zum Kauf angebotenen Bildpostkarten, Kirchenführer und sonstigen Verkaufsschriften in den Opferstock einzuwerfen.

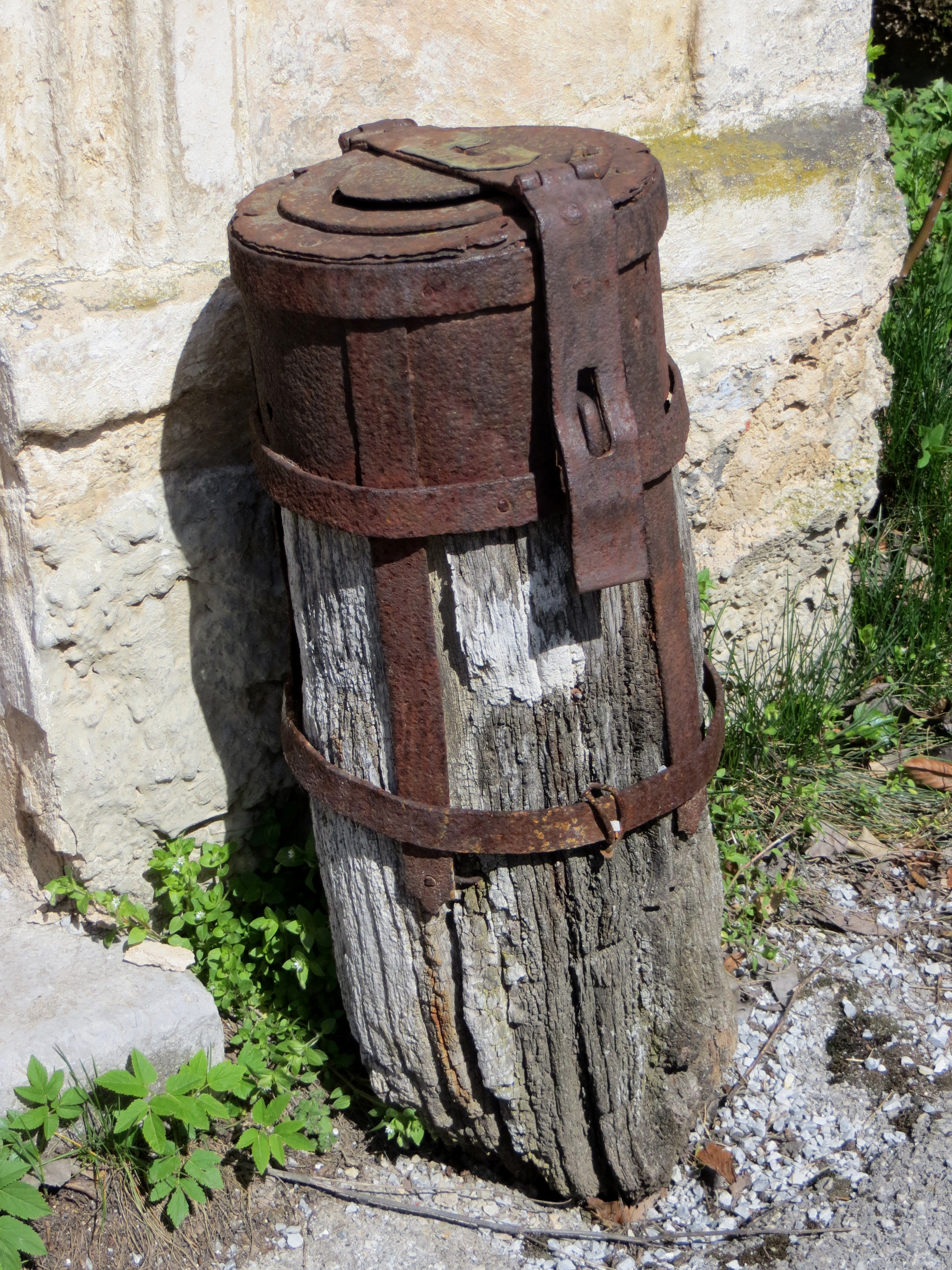
Hölzerner Opferstock, Sentlambert, Slowenien
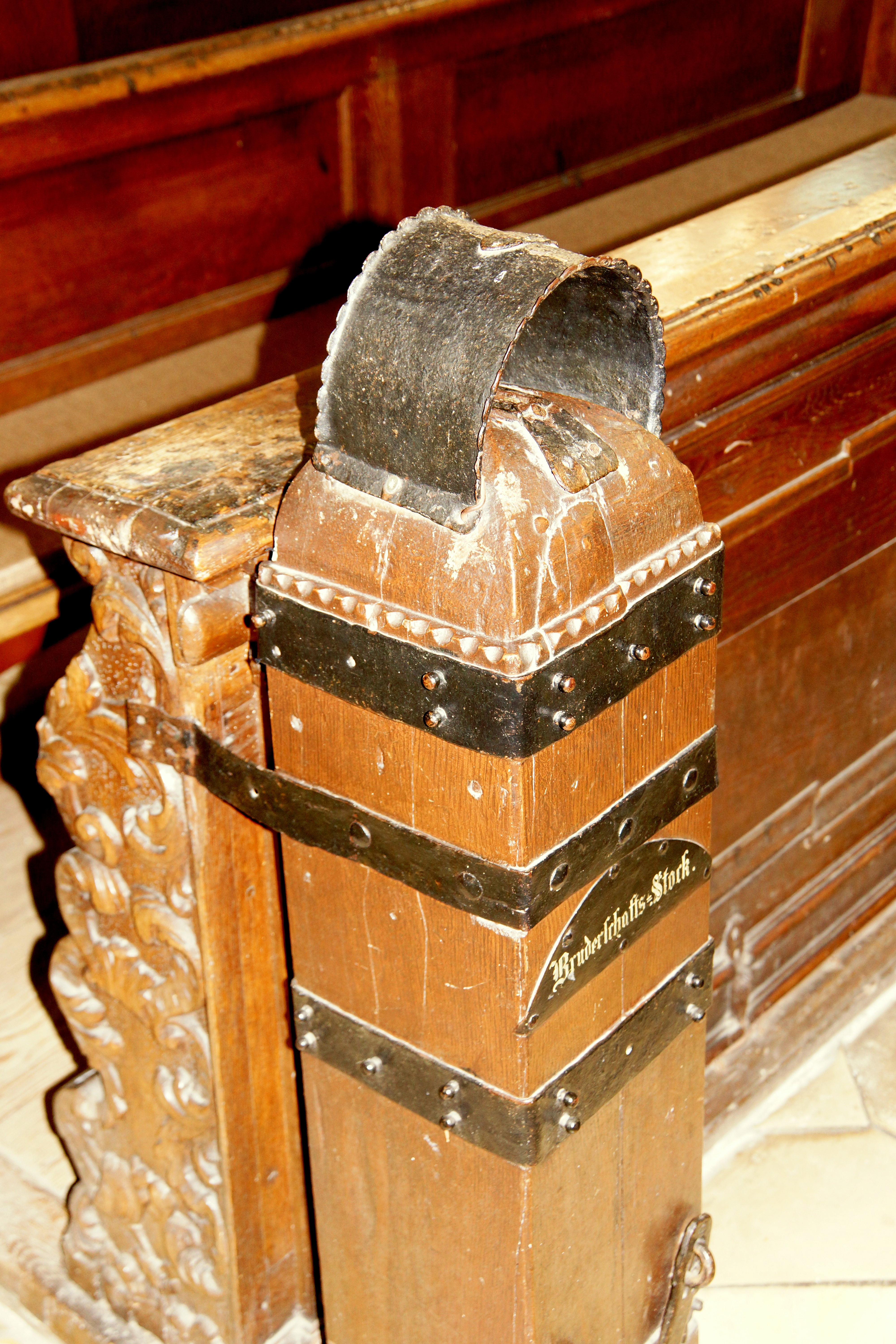
Hölzerner Opferstock, Wallfahrtskirche Eichlberg, Hemau
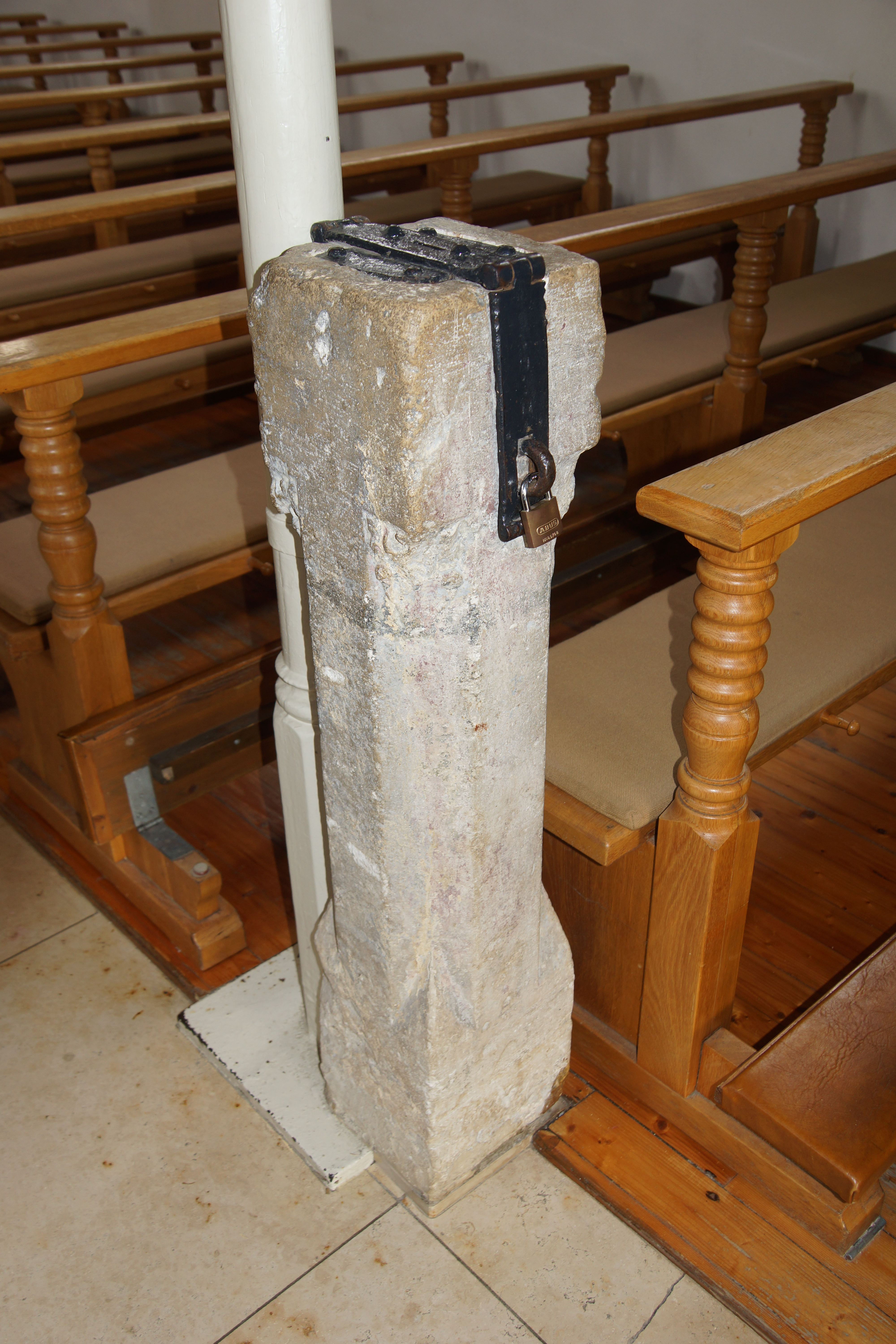
Steinerner Opferstock, St. Johannes, Wachenzell
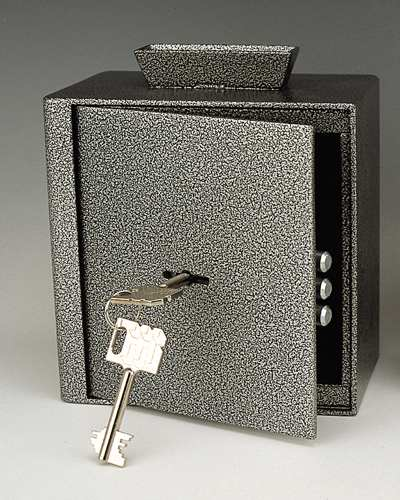
Opferstock mit Dreibolzenschloss